# Pomianowo (województwo mazowieckie)
Pomianowo – wieś sołecka w Polsce położona w województwie mazowieckim, w powiecie płońskim, w gminie Dzierzążnia.
W latach 1975–1998 miejscowość położona była w województwie ciechanowskim.